# رودوسن
رودوسن (انگلیسی: Rhodocene) که با نام رسمی بیس(η۵-سیکلوپنتادی‌انیل)رودیم (II)شناخته می‌شود، یک ترکیب شیمیایی با فرمول [Rh(C۵H۵)۲] است. هر مولکول از این ترکیب شامل یک اتم فلز رودیم بوده که ما بین دو صفحه آروماتیک ۵ کربنی با نام حلقه‌های سیکلوپنتادی‌انیل و با آرایش ساندویچی قرار دارد. این ترکیب یک ترکیب آلی فلزی است که در آن پیوندهای کووالانسی(هاپتیسیته) بین کربن-رودیم وجود دارد. رادیکال [Rh(C5H5)2] در دماهای بالای ۱۵۰ °C و یا در شرایطی که توسط نیتروژن مایع در دمای -۱۹۶ °C نگه داری شود، قابل ردیابی است. در دمای اتاق، جفت‌های این رادیکال از طریق حلقه سیکلوپنتادی‌انیل خود با یکدیگر پیوند خورده و یک دیمر ایجاد می‌کنند که به صورت جامد زرد رنگ یافت می‌شود.
تاریخچه شیمی آلی فلزی به قرن نوزدهم میلادی و اکتشاف نمک زایس
 و نیکل تتراکربونیل بر می گردد. این ترکیبات شیمیدان ها را با چالش مواجه نمود چرا که این ترکیبات با مدل های موجود برای پیوند شیمیایی در آن زمان تطابق نداشت. چالش دیگر با کشف فروسن، آنالوگ ساختاری رودوسن و نخستین ترکیب کشف شده از دسته ترکیبات متالوسن، مطرح گردید. فروسن به طور غیرمعمول از نظر شیمیایی پایدار بود، همچنین آنالوگ های ساختاری شامل رودوسنیوم، کاتیون غیر منتظره رودیوم و ترکیبات همتای کبالت و ایریدیم‌دار رودوسن هم به همین ترتیب پایدار بودند. مطالعه گونه های آلی فلزی مانند این ترکیبات نهایتا موجب توسعه مدل هایی از پیوند شیمیایی شد که تشکیل و پایداری آن ها را توضیح می داد.
 کارهای انجام شده بر روی ترکیبات ساندویچی، از جمله سامانه های رودوسن-رودوسنیوم، موجب شد تا دو شیمیدان به نام های جفری ویلکینسون و ارنست فیشر جایزه نوبل شیمی سال ۱۹۷۳ را از آن خود کنند.